# Arbeitsökonomik
Arbeitsökonomik (auch Arbeitsökonomie; engl. Labour economics) ist eine spezielle Disziplin der Wirtschaftswissenschaften. Sie befasst sich unter ökonomischen Fragestellungen mit allen Aspekten der individuellen und kollektiven Arbeit. Im Einzelnen heißt das: mit Fragen des Arbeitsmarktes und der Lohnbildung, der Gewerkschaften und Tarifverträge, des Arbeitskampfes sowie der Mitbestimmung und Partizipation der Arbeitnehmer. Ihre empirischen Untersuchungen sind zumeist ökonometrisch fundiert und arbeiten mit Modellen aus gegenstandspezifischen Theorien wie
- Theorie des Arbeitsmarktes
- Theorie der Lohnbildung und der Lohndrift
- Verhandlungstheorien (Collective Bargaining)
- Ökonomische Theorie der industriellen Beziehungen
- Ökonomische Theorie der Gewerkschaften
- Ökonomische Theorie des industriellen Konflikts
- Ökonomische Theorie der Mitbestimmung und Partizipation

In den angelsächsischen Ländern hat die Arbeitsökonomik eine lange Tradition. In neuerer Zeit verdankte sie dem Briten Henry Phelps Brown und dem Amerikaner John T. Dunlop ihre Konturen. Gegenwärtige Vertreter sind John T. Addison (University of South Carolina), Richard B. Freeman und James Medoff (beide Harvard University), David Metcalf (London School of Economics).
In Deutschland hatten die Kathedersozialisten (unter anderem Lujo Brentano) und der Verein für Socialpolitik im ausgehenden 19. und frühen 20. Jahrhundert Grundlagen für eine wirtschaftswissenschaftliche Betrachtung der Arbeit gelegt. Diese Tradition ist abgebrochen. Heute vertreten in Deutschland Ökonomen wie Knut Gerlach und Wolfgang Meyer (beide Universität Hannover) und Claus Schnabel (Universität Erlangen-Nürnberg) dieses Fach. Eine betriebswirtschaftliche Variante der Arbeitsökonomik ist die von Dieter Sadowski (Universität Trier) vertretene Personalökonomie.
Der Bonner Volkswirtschaftler und Arbeitsökonom Klaus F. Zimmermann leitet das von ihm gegründete Forschungsinstitut zur Zukunft der Arbeit (IZA), das die weltweite Entwicklung auf den Arbeitsmärkten verfolgt.